# سرودخوان نوک‌تخت
سرودخوان نوک‌تخت (نام علمی: Vireo nanus) نام یک گونه از سرده سرودخوان است.